# Thomas Jørgensen
Thomas Jørgensen (30 settembre 2005) è un calciatore danese, centrocampista del Viborg.

## Carriera

### Club
Jørgensen è cresciuto nel settore giovanile del Copenaghen, con cui ha firmato il primo contratto professionistico nel dicembre del 2022. Il 30 gennaio 2024 è stato ceduto in prestito allo Hvidovre ed il 18 febbraio seguente ha giocato il suo primo incontro ufficiale, in Superligaen contro il Randers.
Il 20 agosto seguente è stato ceduto a titolo definitivo al Viborg, altro club della prima divisione danese, con il quale il 27 ottobre ha segnato il suo primo gol in carriera tra i professionisti nell'incontro casalingo vinto 4-2 contro il SønderjyskE.

### Nazionale
Ha giocato nelle nazionali giovanili danesi Under-18 e Under-19.

## Statistiche

### Presenze e reti nei club
Statistiche aggiornate all'11 novembre 2024.
| Stagione        | Squadra         | Campionato      | Campionato | Campionato | Coppe nazionali | Coppe nazionali | Coppe nazionali | Coppe continentali | Coppe continentali | Coppe continentali | Altre coppe | Altre coppe | Altre coppe | Totale | Totale | Totale |
| Stagione        | Squadra         | Comp            | Pres       | Reti       | Comp            | Pres            | Reti            | Comp               | Pres               | Reti               | Comp        | Pres        | Reti        | Pres   | Reti   |        |
| --------------- | --------------- | --------------- | ---------- | ---------- | --------------- | --------------- | --------------- | ------------------ | ------------------ | ------------------ | ----------- | ----------- | ----------- | ------ | ------ | ------ |
| gen.-giu. 2024  | Hvidovre        | SL              | 15         | 0          | CD              | 0               | 0               | -                  | -                  | -                  | -           | -           | -           | 15     | 0      |        |
| 2024-2025       | Viborg          | SL              | 10         | 1          | CD              | 2               | 0               | -                  | -                  | -                  | -           | -           | -           | 12     | 1      |        |
| Totale carriera | Totale carriera | Totale carriera | 25         | 1          |                 | 2               | 0               |                    | -                  | -                  |             | -           | -           | 27     | 1      |        |